# Rando
Rando foi um rei alamano ativo durante a segunda metade do século IV. Em 268, no reinado de Valentiniano I (r. 364–375), ele atacou a cidade de Mogoncíaco (atual Mainz) durante uma festa cristã. Ele conseguiu muito butim e vários prisioneiros.